# Kuglački klub Imotska krajina Imotski
Kuglački klub "Imotska krajina" (KK Imotska krajina; Imotska krajina Imotski; Imotska krajina) je muški kuglački klub iz Imotskog, Splitsko-dalmatinska županija. 
 
U sezoni 2019./20. klub se natječe u 2. hrvatskoj ligi - Jug. 

## O klubu
KK "Imotska krajina"' je službeno osnovan 2015. godine kao sljednik dotadašnjeg kluba "Imotski". Svoje ligaške utakmice igra u kuglani u Trilju. 

## Uspjesi

### Ekipno
3. HKL - Jug
- doprvak: 2017./18.

## Pregled plasmana po sezonama
| sezona          | rang lige       | liga            | poz.            | klubova u ligi  | ut              | pob             | ner             | por             | poen+           | poen-           | bod             | napomene        | izvori          |
| Imotska krajina | Imotska krajina | Imotska krajina | Imotska krajina | Imotska krajina | Imotska krajina | Imotska krajina | Imotska krajina | Imotska krajina | Imotska krajina | Imotska krajina | Imotska krajina | Imotska krajina | Imotska krajina |
| --------------- | --------------- | --------------- | --------------- | --------------- | --------------- | --------------- | --------------- | --------------- | --------------- | --------------- | --------------- | --------------- | --------------- |
| 2017./18.       | IV.             | 3. HKL - Jug    | 2.              | 6               | 20              | 14              | 0               | 6               | 99              | 61              | 28              |                 |                 |
| 2018./19.       | III.            | 2. HKL - Jug    | 9.              | 12              | 22              | 8               | 2               | 12              | 79              | 97              | 18              |                 |                 |
| 2019./20.       | III.            | 2. HKL - Jug    |                 | 12              | 22              |                 |                 |                 |                 |                 |                 |                 |                 |

## Unutrašnje poveznice
- Imotski
- Kuglački klub Imotski

## Vanjske poveznice
- kuglanje.hr, Kuglački klub Imotska krajina
- [neaktivna poveznica]